# ティロサウルス亜科
ティロサウルス亜科（Tylosaurinae）は、後期白亜紀に生息した海生爬虫類の派生的なグループである、モササウルス科の亜科の1つ。ティロサウルス亜科に属する動物の化石は南アメリカ大陸を除く全ての大陸から発見されている。ティロサウルス亜科にはティロサウルス、タニファサウルス、ハイノサウルス、カイカイフィルが含まれる。
ティロサウルス亜科はコニアシアンの時期に出現し、サントニアンとカンパニアンの間に海洋生態系の頂点捕食者の地位にいたティロサウルスやハイノサウルスといった最大のモササウルス科爬虫類へ進化したが、続くマーストリヒチアンの終わりまでにモササウルスをはじめとするモササウルス亜科に大部分を取って代わられることとなった。にも拘わらずティロサウルス亜科は白亜紀末期まで約2000万年にわたって生存していた。
ティロサウルス亜科の語源はティロサウルス属（ギリシャ語の「コブ」と「トカゲ」）に由来する。

## 記載

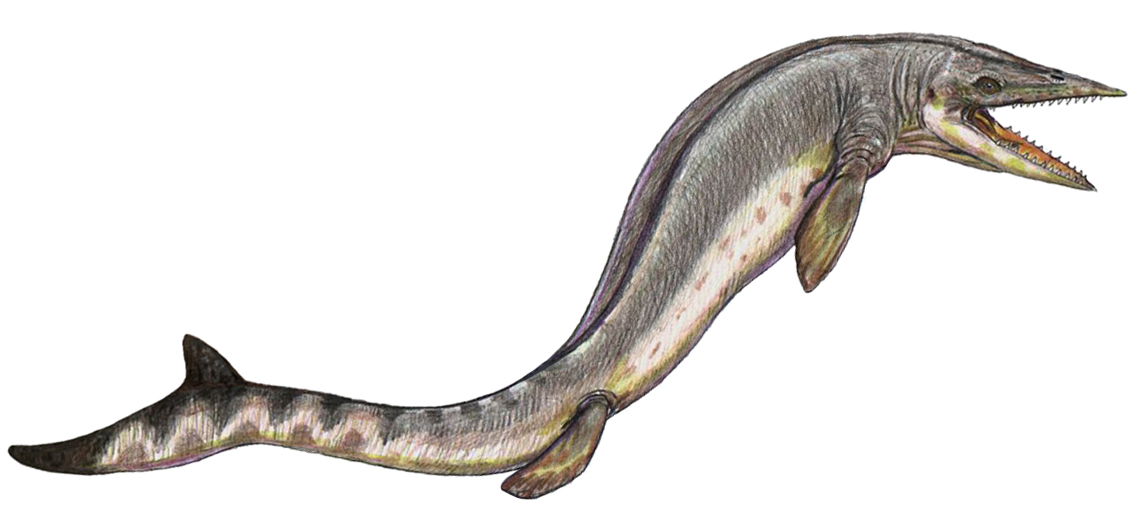
タニファサウルスの復元図

一般にティロサウルス亜科は長い体をした海トカゲである。歯は頑丈な円錐形をなし、前上顎骨は長く伸び、歯骨は他のモササウルス科の亜科と異なって末端まで歯を持たなかった。当初エドワード・ドリンカー・コープは鼻先を「破城槌」（城壁の破壊・突破を目的とする兵器）と表現したが、化石証拠からは支持されていない。サウスダコタ州で発見されたティロサウルス亜科標本の腹部の内容物には他のモササウルス科爬虫類、硬骨魚類、巨大な非飛翔性海鳥のヘスペロルニス、サメの可能性がある化石が含まれており、ティロサウルス亜科があらゆる動物を捕食していたことが示唆されている。チャールズ・スタンバーグが収集した別の標本には小型の首長竜が含まれていた。
Lingham-Soliar はティロサウルス亜科が最速あるいは最強のモササウルス科ではないと提唱した。しかしながら、彼らの体躯は華奢にできており、体重を大きく軽減した上に肩帯と腰帯および四肢が比較的小さかった。彼らの骨は遥かに網目状であり、隙間を脂肪細胞で満たして浮力を得ていた可能性がある。これらの特徴からティロサウルス亜科は待ち伏せ型の捕食者であった可能性が示唆されている。ティロサウルス亜科は最大のモササウルス科の一派であり、特にティロサウルスとハイノサウルスの種には全長9 - 12メートル以上に達する種もいる。
Russell(1967) において、ティロサウルス亜科は以下のように定義される。
- 前上顎骨の歯の前方に吻が卓越する。
- 上顎骨と歯骨に12本以上の歯が並ぶ。
- 第X - XII脳神経が1つの孔を通って後耳骨側方の壁から離れる。
- 基後頭骨や基蝶形骨に動脈のための溝が存在しない。
- 方形骨のあぶみ骨上突起が遠位方向へ突出する。
- 仙椎以前の椎骨が29個存在する。
- 仙椎以前の長さが頭骨以降よりも短い。尾椎後方の神経棘はわずかに伸びているだけで、卓越した鰭を形成しない。
- 血道弓が尾椎の椎体に癒合しない。
- 四肢は滑らかな関節面を持たない。

## 種と分類
- ティロサウルス
  - ティロサウルス・プロリゲル
  - ティロサウルス・ネパエオリクス（=ティロサウルス・カンサセンシス）
  - ティロサウルス・ペンビネンシス
  - ティロサウルス・ガウドリイ
- ハイノサウルス（ティロサウルスのシノニムである可能性がある）
  - ハイノサウルス・ベルナルディ
  - ハイノサウルス・ネウミレリ
- タニファサウルス
  - タニファサウルス・オウエニ（=ティロサウルス・ハウムリエンシス）
  - タニファサウルス・ミカサエンシス
  - タニファサウルス・アンタルクティクス
  - タニファサウルス・イヴォエンシス
- カイカイフィル
  - カイカイフィル・ヘルヴェイ